# جون ويلز (سياسي)
جون ويلز (بالإنجليزية: John Wales)‏ هو محامي وسياسي أمريكي، ولد في 31 يوليو 1783 في نيو هيفن في الولايات المتحدة، وتوفي في 3 ديسمبر 1863 في ويلمنغتون في الولايات المتحدة. حزبياً، نشط في حزب اليمين. وقد انتخب عضو مجلس الشيوخ الأمريكي.